# Ceratothoa parallela
Ceratothoa parallela är en kräftdjursart som först beskrevs av Otto 1828.  Ceratothoa parallela ingår i släktet Ceratothoa och familjen Cymothoidae. Inga underarter finns listade i Catalogue of Life.